# Friederike Nüssel
Friederike Nüssel (* 29. November 1961 in Heidelberg) ist eine deutsche evangelische Theologin und seit 2006 Professorin für Systematische Theologie und Direktorin des Ökumenischen Instituts an der Ruprecht-Karls-Universität Heidelberg. In zahlreichen Gremien auf globaler Ebene setzt sie sich insbesondere für den ökumenischen Dialog ein und ist als Herausgeberin an einer Vielzahl von Publikationen der deutschen evangelischen Theologie beteiligt.

## Privatleben
Friederike Nüssel ist die Tochter des Heidelberger Medizinprofessors Egbert Nüssel. Sie ist verheiratet mit dem Medienunternehmer Matthias Schulze und hat zwei Kinder.

## Akademischer Werdegang
Schon früh entdeckte Friederike Nüssel ihr Interesse für Theologie. Bereits zur Zeit ihres Abiturs am Kurfürst-Friedrich Gymnasium Heidelberg hörte sie Vorlesungen an der hiesigen Universität, was sie für ihren folgenden Werdegang prägte und ihren Entschluss festigte, dem Fach nachzugehen. Sie studierte von 1981 bis 1989 Evangelische Theologie und Religionsphilosophie. Sie begann ihr Studium im Wintersemester 1981/82 an der Eberhard Karls Universität Tübingen und setzte es nach ihrer Zwischenprüfung an der Georg-August-Universität Göttingen, dem Kings College London sowie der Ludwig-Maximilians-Universität München fort. 1986 erwarb sie das Diploma in Theology am King’s College London, 1986 legte sie erfolgreich das Erste Kirchliche Examen der Badischen Landeskirche ab. Von 1990 bis 2001 war sie als Assistentin und Akademische Rätin am Institut für Fundamentaltheologie und Ökumene der ev.-theol. Fakultät der Ludwig-Maximilians-Universität München am Lehrstuhl Wolfhart Pannenbergs und ab 1995 Gunther Wenz’ tätig. Ihre Promotion zum Dr. theol. erfolgte 1994 dort mit der Schrift Bund und Versöhnung. Zur Begründung der Dogmatik bei Johann Franz Buddeus, ihre Habilitation 1998 mit der Schrift Allein aus Glauben. Zur Entwicklung der Rechtfertigungslehre in der konkordistischen und frühen nachkonkordistischen Theologie. 1999 erhielt sie die venia legendi für das Fach Systematische Theologie. Von 1999 bis 2001 war sie an der Münchner Universität als Privatdozentin tätig. 2000 wurde sie in der Evangelisch-Lutherischen Landeskirche in Bayern ordiniert. 2001 erfolgte der Ruf an die Westfälischen Wilhelms-Universität Münster an sie, dem sie nachging und dort bis 2006 als Ordentliche Professorin für Systematische Theologie tätig war. Zeitgleich erfüllte Nüssel die Position als Direktorin des dort ansässigen Ökumenischen Instituts. Seit dem 1. Oktober 2006 ist sie ordentliche Professorin für Systematische Theologie und Direktorin des Ökumenischen Instituts, damit verbunden Ephora des Ökumenischen Studentenwohnheims, der Ruprecht-Karls-Universität Heidelberg. Seit 2009 ist sie dort ebenfalls Prorektorin für Studium und Lehre.
2009 bis 2010 war Nüssel Fellow am Center of Theological Inquiry, Princeton, USA. 2013 bis 2014 Fellow im Projekt Religious Experience and Moral Identity am CTI, Princeton. Im Herbst 2015 war Nüssel Research Fellow an der Universität Göteborg, im Frühjahr 2016 Visiting Professor an der Päpstlichen Universität Gregoriana in Rom. Von 2017 bis 2018 war sie Fellow am Marsilius-Kolleg der Universität Heidelberg, das als Brücke der verschiedenen Fächerkulturen der Universität dienen soll. Seit März 2020 steht Nüssel diesem als Direktorin vor.

## Theologische Einflüsse
Nüssel selbst äußert sich zu den sie prägenden theologischen Einflüssen wie folgt: „In der Lehre haben mich Otfried Hofius in der Exegese, Berndt Hamm, Heorg Kretschmar und Reinhard Schwarz in der Kirchengeschichte und Eberhard Jüngel, Jörg Baur, Falk Wagner und Wolfhart Pannenberg in der Systematischen Theologie besonders gesprägt. In der Lektüre sind mir die Werke von Friedrich Schleiermacher, Rudolf Bultmann, Karl Barth und Paul Tillich, zudem die Werke der lutherischen Dogmatiker aus dem konfessionellen Zeitalter und der Zeit der frühen Aufklärung besonders wichtig geworden.“

## Theologische Forschungsschwerpunkte
Ihre Forschungsschwerpunkte sind die evangelische Dogmatik und ihre Transformation in der Neuzeit, insbesondere Christologie, Rechtfertigungslehre und theologische Erkenntnislehre. Bereits früh in ihrem Studium interessierte sich Nüssel für die Frage des Wahrheitsanspruchs christlichen Glaubens unter modernen Bedingungen. Nach ihrer Zwischenprüfung in Tübingen begann sie den Schwerpunkt ihrer Studien auf das Fach Systematische Theologie zu legen. Besonders Interesse ihrerseits kam dabei der analytischen Philosophie sowie der angelsächsischen Tradition zu, was ihre Entscheidung bestärkte, ein Jahr in London am King’s College zu studieren. In ihrer darauffolgenden Studienzeit in München befasste sie sich eingehend mit der Metaphysikkritik Kants sowie dem deutschen Idealismus und deren Auswirkungen und Umformungen älterer evangelischer Dogmatik. In ihrer Dissertation ging sie solchen Transformationsprozessen insbesondere am Beispiel von Johann Franz Buddeus nach. Im Anschluss daran befasste sich Nüssel in ihrer Habilitationsschrift mit der materialdogmatischen und systematischen Entwicklung der lutherischen Rechtfertigungslehre im konfessionellen Zeitalter.
Durch eine von ihren Arbeiten angestrebte Selbstaufklärung der Theologie, die wichtig für die präzise Formulierung systematisch-theologischer Fragen sei, solle es ermöglicht werden, modernen Anfragen in Bezug auf den Geltungsanspruch christlicher Glaubensaussagen wissenschaftlich zu begegnen und diese zu bearbeiten. Besonders akut stellt sich eine solche Frage nach dem Geltungsanspruch heute auf dem Feld ökumenischer Theologie. Durch ein breites Verständnis der den verschiedenen Konfessionen zugrundeliegenden Traditionen, Lehrformen und Frömmigkeitspraxen solle ein „zukunftsträchtige Möglichkeiten interkonfessioneller Verständigung aufgezeigt werden, die wiederum ein konstitutives Moment für das kirchliche Miteinander der Konfessionen darstellt.“ Sie ist vor allem an ökumenischer Theologie interessiert und beschäftigt sich insbesondere mit der Frage nach der Relevanz konfessioneller Identitäten, dem Amtsverständnis sowie den ökumenischen Zielvorstellungen der verschiedenen christlichen Kirchen und ihrer Bedeutung für interkonfessionelle Dialoge. Ein Fokus ihrer diesbezüglichen aktuellen Forschung liegt auf der Frage möglicher Wertediskurse in der ökumenischen Bewegung sowie den Profilen christlicher Konfessionen und den Potentialen konfessioneller Differenzierung. Nüssels Engagement im Bereich ökumenischer Theologie zeigt sich zudem besonders an der aktiven Mitarbeit und Übernahme zentraler Ämter in ökumenischen Arbeitskreisen und Gremien auf nationaler und internationaler Ebene. Sie ist bzw. war unter anderem Mitglied der Kammer für Theologie der EKD sowie in verschiedenen ökumenischen Gremien, u. a. im Ökumenischen Arbeitskreis evangelischer und katholischer Theologen, in der Joint Working Group Vatican/World Council of Churches des Ökumenischen Rats der Kirchen und im Fachkreis Ökumene der Gemeinschaft Evangelischer Kirchen in Europa.

## Mitgliedschaften und Gremientätigkeit
- DFG-Fachkollegium Theologie
- Wissenschaftliche Gesellschaft für Theologie (2. Vorstand)
- American Academy of Religion
- Joint Working Group Vatican/World Council of Churches
- Theologische Konferenz zwischen Church of England und EKD (Co-Chair)
- Kammer für weltweite Ökumene der EKD
- Ökumenischer Arbeitskreis evangelischer und katholischer Theologen
- Advisory Board Center of Theological Inquiry, Princeton NJ, USA
- Tantur International Ecumenical Advisory Board, Notre Dame University IN, USA
- Kuratorium der Hochschule für Jüdische Studien, Heidelberg
- Wissenschaftlicher Beirat des Konfessionskundlichen Instituts Bensheim
- Wissenschaftlicher Beirat des Studienseminars der VELKD in Pullach

## Schriften (Auswahl)
- Bund und Versöhnung. Zur Begründung der Dogmatik bei Johann Franz Buddeus (= Forschungen zur systematischen und ökumenischen Theologie. 77). Vandenhoeck & Ruprecht, Göttingen 1996, ISBN 3-525-56284-5.
- Allein aus Glauben. Zur Entwicklung der Rechtfertigungslehre in der konkordistischen und frühen nachkonkordistischen Theologie (= Forschungen zur systematischen und ökumenischen Theologie. 95). Vandenhoeck & Ruprecht, Göttingen 2000, ISBN 3-525-56206-3 (Zugleich: München, Universität, Habilitations-Schrift, 1998).
- mit Dorothea Sattler: Menschenstimmen zu Abendmahl und Eucharistie. Erinnerungen, Anfragen, Erwartungen. Lembeck u. a., Frankfurt am Main u. a. 2004, ISBN 3-87476-464-8.
- Kriterien kirchlicher Einheit nach evangelischem Verständnis: Einblicke in die innerevangelische Diskussion. In: Catholica. Bd. 60, Nr. 2, 2006, ISSN 0008-8501, S. 100–117.
- Zum Verständnis des evangelischen Bischofsamtes in der Neuzeit. In: Dorothea Sattler, Gunther Wenz (Hrsg.): Das kirchliche Amt in apostolischer Nachfolge. Band 2: Ursprünge und Wandlungen (= Dialog der Kirchen. 13). Herder u. a., Freiburg (Breisgau) u. a. 2006, ISBN 3-451-28618-1, S. 145–189.
- mit Dorothea Sattler: Einführung in die ökumenische Theologie. Wissenschaftliche Buchgesellschaft, Darmstadt 2008, ISBN 978-3-534-16706-7.
- Wie ist ökumenischer Konsens evangelisch möglich? Fundamentaltheologische Überlegungen im Anschluss an eine innerevangelische Debatte. In: Zeitschrift für Theologie und Kirche. Bd. 106, Nr. 4, 2009, S. 434–457, JSTOR:23586335.
- Gottes strittige Wirklichkeit? – Zur Transformation eines lutherischen Grundanliegens in der Theologie Wolfhart Pannenbergs. In: Christine Helmer, Bo Christian Holm (Hrsg.): Transformations in Luther’s Theology. Historical and Contemporary Reflections (= Arbeiten zur Kirchen- und Theologiegeschichte. 32). Evangelische Verlags-Anstalt, Leipzig 2011, ISBN 978-3-374-02856-6, S. 39–59.
- God Sharing in the ‘conditio humana’ – Reflections on the Potential of Christian Imagery from a Lutheran Perspective.  In: Ed. M. Welker and W. Schweiker: Images of the Divine and Cultural Orientations. Jewish, Christian, and Islamic Voices. Evangelische Verlagsanstalt, Leipzig 2015, ISBN 978-3-374-04109-1, S. 103–114.
- Doctrine. In: The Oxford Encyclopedia of Martin Luther, Vol. 1. Ed. D. R. Nielson and P. Hinlicky. Oxford University Press, Oxford 2017, ISBN 978-0-190461843, S. 354–366.
- Lutherische Theologie in außereuropäischen Kontexten. Eine Zusammenschau aus Anlass des 500. Reformationsjubiläums. Ed. with H.-P. Großhans. Evangelische Verlagsanstalt, Leipzig 2017, ISBN 978-3-374-05229-5.
- The Value of the Bible: Martin Kähler’s Theology of Scripture and its Ecumenical Impact.  In: Multiple Reformations? The Many Faces and Legacies of the Reformation. Ed. J. Stievermann and R. C. Zachman. Mohr Siebeck, Tübingen 2018, S. 359–374.
- Luther and Schleiermacher. Schleiermacher's Transformation of Luther's Christological Legacy. In: P. Kärkkäinen / O-P. Vainio (Hg.), Apprehending Love: Theological and Philosophical Inquiries, SLAG 73, Helsinki 2019, ISBN 978-3-16-155652-4, S. 163–181.
- Ökumene der Werte. Der ökumenische und kirchenrechtliche Beitrag der Kirchen zum Zusammenwachsen Europas. In: Christentum und Europa. XVI. Europäischer Kongress für Theologie. Ed. Michael Meyer-Blanck. Evangelische Verlagsanstalt, Leipzig 2019, ISBN 978-3-374-05758-0, S. 509–530.
- Narrative Identität? Theologische Überlegungen zu einer philosophischen Debatte. In: J. Koslowski/Th.A. Leppek (Hrsg.): Fides quaerens intellectum, Leipzig 2020, ISBN 978-3-374-06761-9, S. 67–80.

Als Herausgeberin oder Mitherausgeberin
- mit Friedrich Wilhelm Horn: Taschenlexikon Religion und Theologie. 4 Bände. 5., völlig neu bearbeitete und erweiterte Auflage. Vandenhoeck & Ruprecht, Göttingen 2008, ISBN 978-3-525-50124-5.
- Theologische Ethik der Gegenwart. Ein Überblick über zentrale Ansätze und Themen. Mohr Siebeck, Tübingen 2009, ISBN 978-3-16-149727-8.
- mit Johannes Oeldemann, Uwe Swarat, Athanasios Vletsis: Dokumente wachsender Übereinstimmung. Sämtliche Berichte und Konsenstexte interkonfessioneller Gespräche auf Weltebene. Band 4: 2001–2010. Bonifatius-Verlag u. a., Paderborn u. a. 2012, ISBN 978-3-89710-492-1.
- mit Christoph Ernst, Christopher Hill, Leslie Nathaniel: Ekklesiologie in missionarischer Perspektive/Ecclesiology in Mission Perspective. Beiträge zur siebentenTheologischen Konferenz im Rahmen des Meissen-Prozesses der Kirche von England und der Evangelischen Kirche in Deutschland, Leipzig 2012, ISBN 978-3-374-03028-6.
- Schriftauslegung, Themen der Theologie Bd. 8, Tübingen 2014, ISBN 978-3-8252-3991-6.
- mit Richard Chartres, Christoph Ernst und Leslie Nathaniel: Reformation Then and Now. Contributions to the Ninth Theological Conference within the Framework of the Meissen Theological Process of the Church of England and the Evangelical Church in Germany, Leipzig 2016, ISBN 978-3-374-04563-1.
- mit Hans-Peter Großhans: Lutherische Theologie in außereuropäischen Kontexten. Eine Zusammenschau aus Anlass des 500. Reformationsjubiläums, Leipzig 2017, ISBN 978-3-374-05229-5.
- mit Bertram Stubenrauch, Athanasios Vletsis, Michael Huber: 500 Jahre Reformation – wo steht die Ökumene, Münster 2018, ISBN 978-3-643-13674-9.
- mit Marc Chapman, Matthias Grebe: Revisiting the Meissen Declaration after 30 Years, Beihefte zur Ökumenischen Rundschau 126, Leipzig 2020, ISBN 978-3-374-06302-4.